# Basdeo Panday
Basdeo Panday, né le 25 mai 1933 à St Juliens (région de Princes Town) et mort le 1er janvier 2024 à Jacksonville (Floride), est un acteur et un homme politique trinidadien, Premier ministre du 9 novembre 1995 au 24 décembre 2001.

## Biographie
Basdeo Panday naît le 25 mai 1933 dans un village rural de Princes Town.
M. Panday débute dans la production de canne à sucre. Il devient professeur d'école primaire et fonctionnaire.
Il s’inscrit à l'université d’où il sort diplômé en art dramatique (London School of Dramatic Art - 1960), en droit (Lincoln's Inn - 1962) et en économie (Université de Londres - 1965).
Il aborde la politique en 1966 en adhérant au Parti des travailleurs et des agriculteurs. Conseiller auprès de nombre de syndicats, en 1973, il exerce le métier d'avocat et défend les droits des travailleurs quand il devient président général du All Trinidad Sugar and General Workers' Trade Union (ATS&GWTU). Il abandonne cette fonction quand il est nommé continué Premier ministre.
Basdeo Panday est cofondateur du Front travailliste uni (ULF). En 1972, il entre au Parlement comme sénateur de l'opposition. Il entre ensuite à la Chambre pour la circonscription de Couva North à la en 1976.  Il est chef de l'opposition de 1981 à 1986, lorsqu'il est nommé ministre des Affaires extérieures et du Commerce international dans la N.A.R. Gouvernement. Il démissionne de l'Alliance nationale pour la reconstruction mais forme le Club 88, en 1988, qui devient un nouveau parti - le Congrès national uni. Il est nommé chef de l'opposition pour la deuxième fois en 1989, et Premier ministre en 1995. Il est nommé chef de l'opposition encore une fois en octobre 2002.
M. Panday est chef de l'opposition pour la quatrième fois en novembre 2007.
Basdeo Panday meurt le 1er janvier 2024 à Jacksonville en Floride à l’âge de 90 ans.